# سیارک ۱۲۹۷
سیارک ۱۲۹۷ (به انگلیسی: 1297 Quadea، نامگذاری:1934AD) هزار و دویست و نود و هفتمین سیارک کشف شده‌است که در ۷ ژانویه ۱۹۳۴ و در هایدلبرگ کشف شد.
قدر مطلق سیارک برابر ۱۰٫۸۰ است.